# Universidad Católica Nuestra Señora de la Asunción
La Universidad Católica «Nuestra Señora de la Asunción», también conocida como simplemente Universidad Católica de Asunción o por sus siglas UC, es una universidad privada paraguaya. Fundada a inicios de 1960, es la segunda casa de estudios superiores más antigua del país. Su lema distintivo es en latín: In Principio Erat Verbum, Genuit Nos Verbo Veritatis que traducido al español significa: «Al principio era la palabra, nos ha nacido la verdad».

## Misión
La Universidad Católica de Asunción es una institución de educación superior de carácter no lucrativo, establecida por la Conferencia Episcopal Paraguaya (CEP) y erigida canónicamente por la Santa Sede, autoridad suprema de la Iglesia católica. Su finalidad institucional consiste en la generación, transmisión y aplicación del conocimiento en el marco de los principios definidos por la doctrina católica.
Como universidad canónicamente erigida, articula sus funciones sustantivas —docencia, investigación y extensión— con los lineamientos establecidos en el documento Ex Corde Ecclesiae (n.º 4, 6), promoviendo un espacio académico orientado al estudio crítico y sistemático de la realidad, desde una perspectiva integral que considera la dimensión trascendente del ser humano.
En este sentido, su modelo institucional propicia el diálogo entre el saber teológico, las ciencias empíricas y las humanidades, configurándose como un ámbito de interacción entre el mensaje cristiano, el magisterio de la Iglesia Católica y las diversas expresiones culturales contemporáneas.
La universidad desarrolla sus actividades conforme a criterios metodológicos propios del quehacer científico y académico, promoviendo la producción de conocimiento y la formación profesional en diversos campos, al tiempo que incorpora y proyecta los principios éticos derivados de su identidad confesional en sus líneas de acción institucional.

## Valores
Tiene como finalidad asegurar una presencia institucional del pensamiento cristiano en la educación superior, en diálogo con los problemas culturales y sociales. Desarrolla actividades de docencia, investigación y extensión dentro del marco de una visión cristiana del ser humano, promoviendo el respeto a principios éticos y la formación de profesionales con responsabilidad social. Además, articula el saber científico con consideraciones éticas, integrando la relación entre fe y razón en su actividad académica.

## Historia
La Universidad Católica «Nuestra Señora de la Asunción» fue fundada por la Conferencia Episcopal Paraguaya (CEP) y erigida por la Santa Sede como una institución de educación superior a fines de la década de 1950. Su propósito central fue la dedicación a la búsqueda de la verdad, promoviendo la dignidad humana y respaldando la misión de la Iglesia católica
Las gestiones iniciales fueron realizadas bajo la dirección del arzobispo de Asunción y presidente de la CEP, Aníbal Mena Porta, con la colaboración de miembros de la CEP, representantes del clero y el apoyo de un grupo de laicos comprometidos.
En septiembre de 1959, durante una asamblea plenaria, la CEP reafirmó su derecho a fundar instituciones de educación superior, conforme a lo dispuesto por la Constitución Nacional de 1940. El decreto fundacional fue firmado el 13 de febrero de 1960 por Aníbal Mena Porta.
El decreto episcopal de fundación fue respaldado por el decreto del Poder Ejecutivo n.º 9350, emitido el 22 de marzo de 1960, y por el Decreto Ley n.º 663 del Senado, fechado el 6 de septiembre de 1960. Además, la Resolución n.º 284, del 19 de julio de 1961, formalizó la relación entre el Ministerio de Educación y Culto y la Universidad Católica de Asunción, conforme a los estatutos aprobados por el Decreto n.º 11.070 del 24 de junio de 1960.
La Asociación de Amigos de la Universidad Católica, presidida por Juan Adolfo Cattoni, jugó un papel fundamental en la creación de la institución. Esta asociación estuvo compuesta por Carlos Pedretti, Gustavo Acuña Falcon, Sigfrido Gross Brown, Honorio Campuzano, Manuel Gill Morlis, Horacio Chiríani, José Antonio Bilbao, Viente Scavone, Manuel Ferreira, Moisés Serrati y Afara Salomón. La Comisión Redactora de Estatutos estuvo integrada por Felipe Santiago Benítez, Secundino Núñez y Darío Céspedes. La Comisión encargada de los Estudios Legales estuvo conformada por José María Cazal, Jerónimo Irala Burgos y Emilio Frachia.
El primer rector de la institución fue Juan Moleón Andreu, mientras que el primer vicerrector fue Mario Luis De Finis. Los primeros decanos de las facultades de Ciencias Jurídicas, Políticas y Sociales, y de Filosofía y Ciencias de la Educación fueron Ramiro Rodríguez Alcalá y Fernando Maria Moreno, respectivamente. El primer secretario general fue Manuel E. Frutos.

## Autoridades de Gobierno

### Alto gobierno
- Gran canciller: Francisco Javier Pistilli Scorzara, obispo de la Diócesis de la Santísima Encarnación.

### Consejo de Gobierno (2015-2025)
- Rector: Narciso Velázquez Ferreira

- Vicerrectora académica y de investigación: Rossanna Benítez Ortíz

- Vicerrectora de administración y finanzas: Teresa Servín Abente

- Secretario general: Gabriel Benítez Colnago

- Consejeros asesores: Ignacio Gogorza Izaguirre, Sergio Ayala, César Ruffinelli Buongermini.[1]

## Investigación
Centro de Tecnología Apropiada (CTA)
Unidad académica dedicada a la capacitación, investigación aplicada y prestación de servicios técnicos. Administra programas de educación continua, formación de posgrado y ejecución de proyectos, además de gestionar los laboratorios especializados en ingeniería civil, química y aguas.
Laboratorio de Electrónica Digital (LED)
Plataforma técnico-científica orientada a la investigación y desarrollo de tecnologías electrónicas e informáticas. Está compuesta por docentes, estudiantes y personal técnico-administrativo que colaboran en la ejecución de proyectos de innovación tecnológica.
Centro de Posgrado e Investigación
Dependencia institucional con trayectoria en la organización de programas académicos a nivel de posgrado. Opera bajo un enfoque de educación permanente y ha desarrollado múltiples iniciativas investigativas, principalmente en el ámbito educativo.
Centro de Políticas Públicas (CPP)
Instancia universitaria orientada a la producción de conocimiento científico multidisciplinario y a la formación de recursos humanos especializados. Tiene como finalidad contribuir al fortalecimiento del Estado social y democrático de derecho en Paraguay. Fue creado mediante convenio con la Georgetown University (Washington D. C.), a través del Centro Intercultural para la Educación y el Desarrollo (CIED).
Centro de Estudios Antropológicos de la Universidad Católica (CEADUC)
Entidad fundada el 22 de agosto de 1950, asociada institucionalmente a la universidad desde el 26 de junio de 1971. Promueve la investigación en antropología paraguaya, principalmente mediante la publicación de monografías en el Suplemento Antropológico.
Centro Interdisciplinario de Derecho Social y Economía Política (CIDSEP)
Organismo académico no gubernamental centrado en la investigación, asistencia técnica y capacitación con enfoque interdisciplinario. Su propósito es contribuir al fortalecimiento del sistema democrático mediante la defensa y promoción de los derechos humanos, abarcando los campos del derecho social, economía política, sociopolítica y educación, con especial atención a poblaciones en situación de vulnerabilidad.
Centro de Estudios e Investigaciones de Derecho Rural y Reforma Agraria (CEIDRA)
Unidad académica especializada en el análisis de la legislación rural comparada y en estudios vinculados a la reforma agraria. Desarrolla investigaciones, orienta prácticas académicas de estudiantes de derecho y gestiona proyectos específicos en su campo de acción.

## Campus

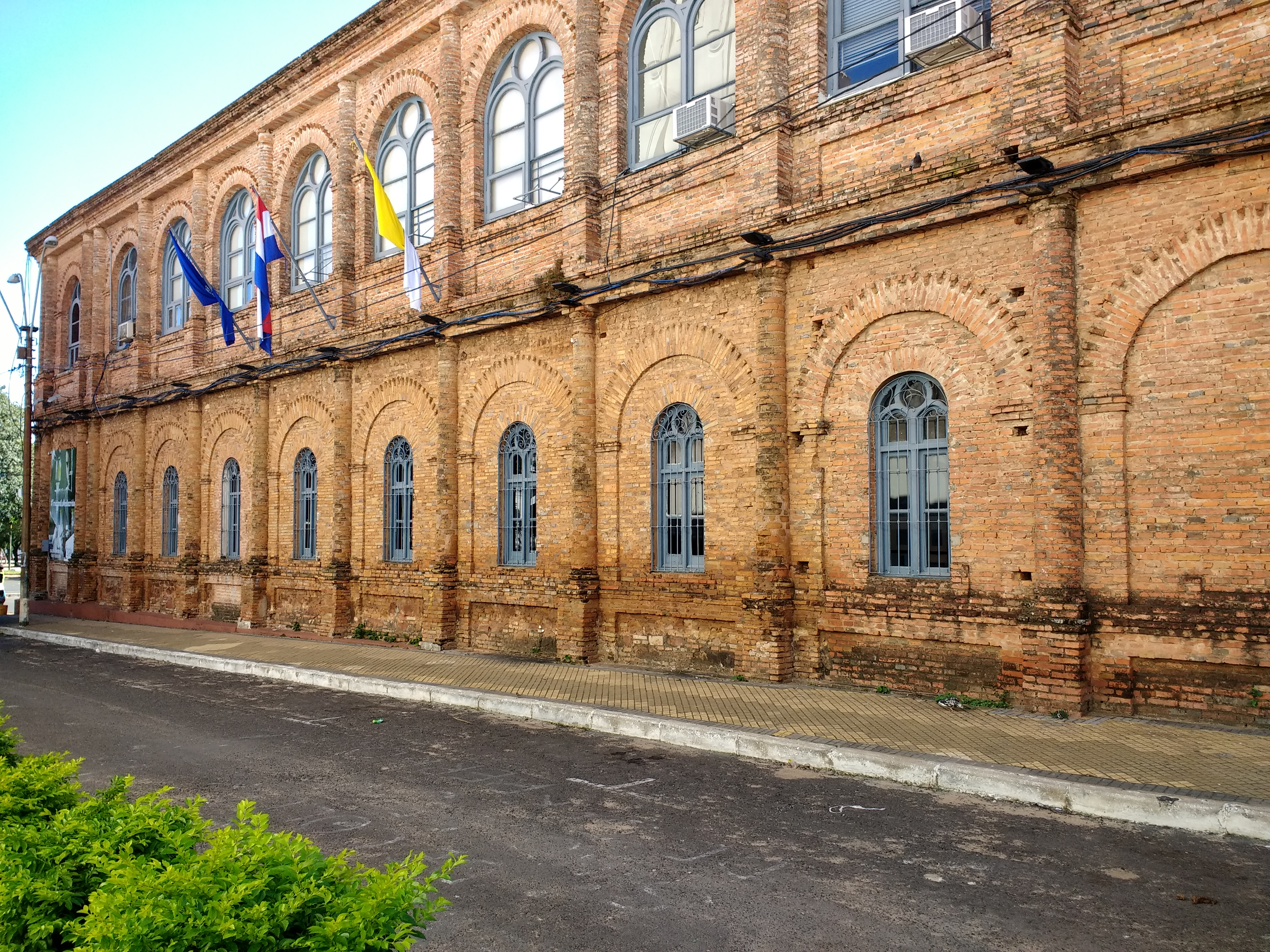
Universidad Católica Nuestra Señora de la Asunción.

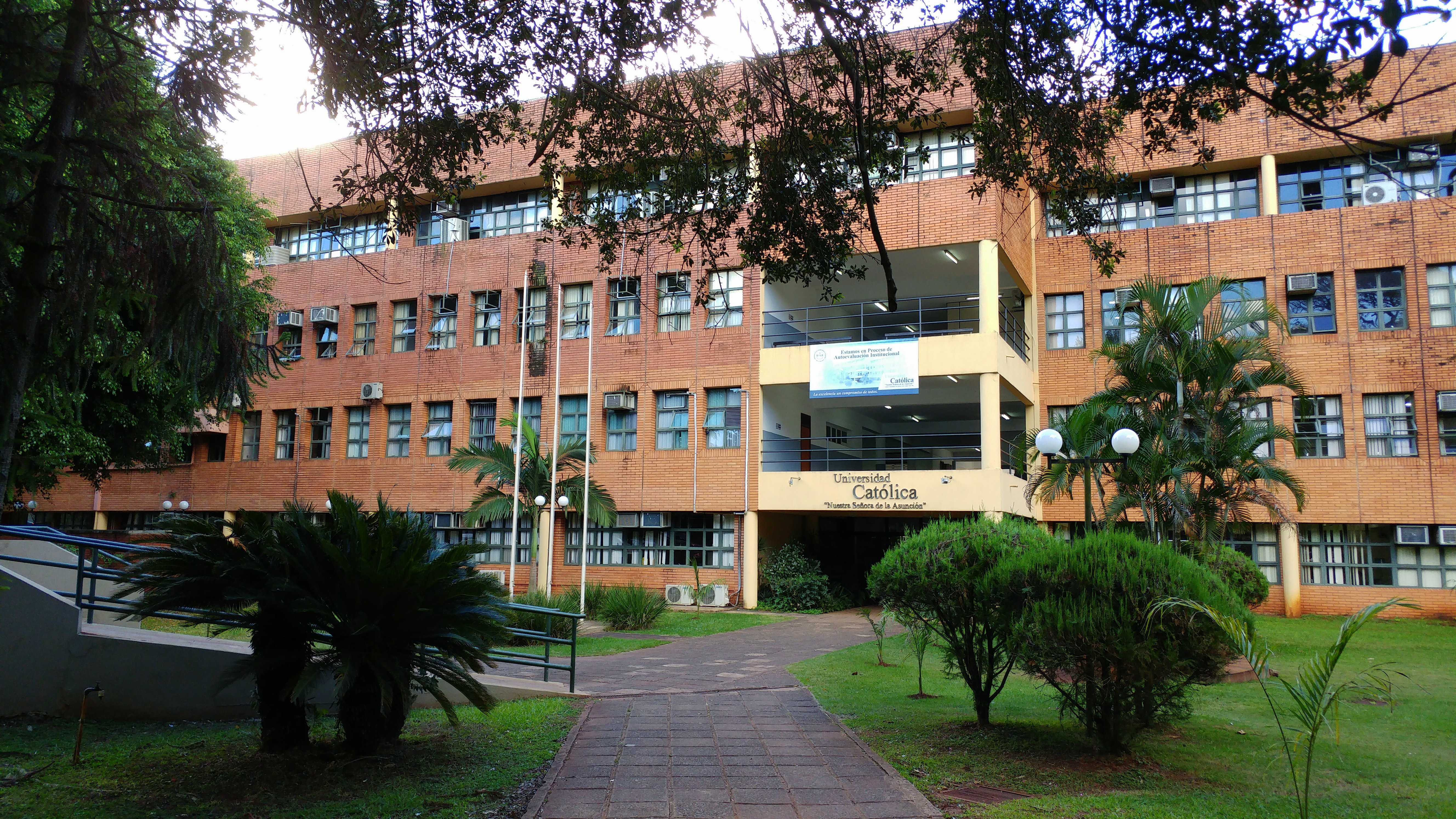
Universidad Católica sede Alto Paraná

La Universidad Católica «Nuestra Señora de la Asunción» cuenta con una red académica distribuida en seis campus y once unidades pedagógicas en distintas regiones del país.
El Campus Asunción concentra varias sedes: el Rectorado, La Providencia, Santa Librada, el Conservatorio de Música y el Campus de la Salud. Por su parte, el Campus Alto Paraná se encuentra en la ciudad de Hernandarias, el Campus Caaguazú en Coronel Oviedo, el Campus Concepción en la capital departamental del mismo nombre, el Campus Guairá en Villarrica, y el Campus Itapúa en Encarnación.
Además, la institución mantiene presencia académica mediante unidades pedagógicas ubicadas en Carapeguá, Caaguazú, Caacupé, Fernando de la Mora, Guarambaré, Hohenau, San Pedro del Paraná, San Ignacio Guazú, Pedro Juan Caballero, Santa Rita y María Auxiliadora.

## Estudiantes
Las organizaciones estudiantiles.
- Centros de Estudiantes
- Federaciones de Estudiantes
- Federación de Estudiantes de la Universidad Católica -FEUCCA